# الکسانتری ساروالا

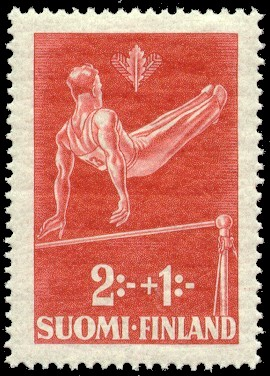
نمایی از تمبر الکسانتری ساروالا در سال ۱۹۴۵

الکسانتری ساروالا (به انگلیسی: Aleksanteri Saarvala) ژیمناست زادهٔ ۹ آوریل ۱۹۱۳ میلادی اهل کشور فنلاند است.